# براندون اینگرام
براندون اینگرام (انگلیسی: Brandon Ingram؛ زادهٔ ۲ سپتامبر ۱۹۹۷) یک بازیکن بسکتبال اهل ایالات متحده آمریکا است. از باشگاه‌هایی که در آن بازی کرده‌است می‌توان به لس آنجلس لیکرز و نیو اورلینز پلیکانز اشاره کرد.